# 沙皇格勒
沙皇格勒、察尔格勒或察尔哥罗德，意为“皇城”（拉丁化转写，羅馬化：Carĭgradŭ；斯洛文尼亚语、保加利亚语、马其顿语、塞尔维亚语：／Carigrad（或用另一种拉丁化转写Tsarigrad），Tsargorod；也常以Tsargrad、Czargrad和Tzargrad标示），是斯拉夫人语言中君士坦丁堡的历史名称，该地为罗马帝国和后来东半部——拜占廷帝国的首都，今日土耳其的伊斯坦布尔。
沙皇格勒是古教会斯拉夫语对希腊语Βασιλὶς Πόλις的翻译，由斯拉夫语词汇tsar（凯撒、皇帝）和grad（城）组合而成，意为“恺撒之城”、“皇城”。古俄语中还有一个来自古北欧语对君士坦丁堡的称呼密克拉迦德（Mikligarðr→Miklagard）。
沙皇格勒并非这座城市的名称，而是它的别名。同时代的古斯拉夫语言里还把它叫做Константинь градъ（康斯坦丁格勒，古教会斯拉夫语和教会斯拉夫语）和Константиноградъ（康斯坦提诺格勒，仅在教会斯拉夫语中），都是该城市的希腊语名称Κωνσταντινούπολη的翻译，意为君士坦丁之城。
保加利亚人也曾把保加利亚沙皇的一个都城图尔诺夫格勒叫做沙皇格勒，但在巴尔干半岛落入鄂圖曼帝國的统治后，保加利亚人曾把此名作为君士坦丁堡的雅称，在保加利亚斯拉夫人的地方话中，土耳其蘇丹也被叫做沙皇。
1453年君士坦丁堡陷落后，声威日隆的俄罗斯帝国开始将自身视做罗马帝国的最后延续，并以复活消失的利伯坦（亦即第三罗马）为己任。此理念得到俄罗斯东正教会的理论支持，同时伊凡三世与末代拜占廷皇帝血脉的联姻，也使得俄罗斯人夸耀宣扬此种皇权转移的合法性。俄罗斯帝国矢志重建新的罗马帝国，它一直向南拓展帝国的统治，亦曾希望为沙皇得到沙皇格勒（君士坦丁堡），但由于在克里木战争中与西方冲突而未能得以实现。
沙皇格勒这个词在俄语中如今已不再使用，在保加利亚仍然零星地使用，保加利亚首都索菲亚的一条主要交通干道命名为“Tsarigradsko shose”（沙皇格勒之路），这条路可通往连接伊斯坦布尔的高速公路。